# جيبا
جیلبرتو آمورای د جودوی فیلو (بالإنجليزية: Gilberto Amauri de Godoy Filho) المعروف جیبا (بالإنجليزية: Giba) ، من مواليد 23 ديسمبر 1976، وهو لاعب كرة طائرة برازيلي، لعب مع منتخب البرازيل لكرة الطائرة. أفضل الأظهرة في تاريخ البرازيل، ويمتاز بقدرته الكبيرة على الهجوم وحصل على جائزة أفضل لاعب في العالم أكثر من مره.

## الجوائز والالقاب

### الفردية
- أفضل لاعب - بطولة الأولمبية لعام 2004
- أفضل لاعب - بطولة العالم 2002 ،2006 ،2010
- أفضل لاعب - الدوري العالمي 2006
- أفضل لاعب - كأس العالم 2003 ،2007

## روابط خارجية
- جيبا على موقع الاتحاد الأوروبي (الإنجليزية)
- جيبا على موقع عالم الكرة الطائرة (الإنجليزية)
- جيبا على موقع دوري الدرجة الأولى الإيطالي للكرة الطائرة - رجال (الإيطالية)
- جيبا على موقع اللجنة الأولمبية الدولية (الإنجليزية)
- جيبا على موقع أوليمبيديا (الإنجليزية)
- جيبا على موقع اللجنة الأولمبية البرازيلية (البرتغالية)